# Nunchía
Nunchía è un comune della Colombia facente parte del dipartimento di Casanare.
L'abitato venne fondato da un gruppo di missionari gesuiti nel 1655.